# 日経新聞を読んで
『NIKKEIを読んで』（にっけいをよんで）は、ラジオNIKKEI第1プログラムで、木曜日の11:35 - 12:00に生放送されている、日本経済新聞社協賛の紙面批評番組である。なお木曜日が祝日の場合は休止となる。
番組開始から2023年6月29日までは「日経新聞を読んで」という番組タイトルだったが翌週（7月6日）からは現在のタイトルに変更された。

## 概要
2017年1月5日より放送開始。番組では週替わりで5人のレギュラーコメンテーターを迎え、ラジオNIKKEIの記者・アナウンサー・ディレクターとの対談形式で、直近の日本経済新聞に掲載・収録された記事の中から、特にコメンテーターが注目した記事（放送局・協賛スポンサーの新聞社の性質上経済が主であるが、それ以外の一般項目もまれに取り上げることもある）を2－3項目取り上げ、それについて、聞き手が抜粋して朗読し、その後それに関した解説や評論を行う。

## 聞き手
- 第1・3・5週:加藤満理子
- 第2・4週:正司達哉（ラジオNIKKEI記者）

## コメンテーター
- 伊藤洋一（第1週　三井住友トラスト基礎研究所・主席研究員、エコノミスト　ラジオNIKKEI第1プログラム『伊藤洋一のRound Up World Now!』メインパーソナリティー）
- 伊藤さゆり（第2週　ニッセイ基礎研究所・研究理事　かつてラジオNIKKEI第1プログラムで放送された『世界経済ダイヤル』パーソナリティーを務めていた）
- 柯隆（第3週　東京財団政策研究所・主席研究員）
- 小野亮（第4週　みずほリサーチ&テクノロジーズ プリンシパル=旧・みずほ総合研究所主任研究員）
- 湯川抗（第5週　東京通信大学 情報マネジメント学部教授）

### 過去
- 永野護（成蹊大学 経済学部教授）
- 中島真志（麗澤大学 経済学部教授）